# Fiat 125
La Fiat 125 è un'automobile di fascia medio-alta prodotta dalla FIAT tra il 1967 e il 1972.

## Il contesto
L'entrata in scena della moderna e potente Alfa Romeo Giulia (1962) aveva reso, di colpo, meno interessante la Fiat 1500, nata nel 1961 con una linea di gusto americaneggiante ispirato alla Chevrolet Corvair che, a metà anni sessanta, risultò precocemente datata.
Certo, a favore della berlina FIAT giocavano il conveniente prezzo d'acquisto e la robustezza costruttiva, tuttavia l'appeal si stava rapidamente appannando.
Bisognava correre ai ripari velocemente, mentre il progetto 132 "rimbalzava" tra l'ufficio tecnico e il consiglio d'amministrazione della Casa torinese. Occorreva, quindi, un "modello tampone" in grado di gestire il periodo d'interregno tra la "1500" in difficoltà e la futura "132", ancora in "alto mare", limitando al contempo gli investimenti necessari.
Il compito affidato dalla dirigenza FIAT all'ingegnere Dante Giacosa, era quello di progettare, in soli 18 mesi, un nuovo modello in grado di arrestare il calo di vendite che non richiedesse la costruzione di nuovi impianti per essere prodotto.

## La "125" (1967-69)
Giacosa si mise immediatamente all'opera utilizzando quanto già disponibile in azienda: il pianale della "1500 C" (più obsoleto di quello della "124", ma dal passo più lungo di 8 cm), la carrozzeria allungata e modificata della "124 Berlina" e il motore bialbero a camme in testa, già utilizzato sulle versioni "Sport Spider" e "Sport Coupé" della "124", con albero motore montato su 5 supporti di banco. La gestazione fu particolarmente rapida: ad esempio, per la carrozzeria del prototipo non furono realizzati modelli in gesso ma si lavorò direttamente sulle lamiere originali della "124".
Il pianale, benché meno evoluto, col suo retrotreno ad assale rigido con balestre a foglia (la "124" aveva, sempre nello schema a ponte rigido, le molle elicoidali), grazie al passo più lungo consentiva una miglior abitabilità longitudinale. La trazione, ovviamente, rimaneva sulle ruote posteriori.
La carrozzeria subì qualche modifica dimensionale per adattarla al nuovo passo e pochi adeguamenti estetici: frontale più alto e imponente, mascherina cromata con 4 fari quadrati, profili cromati sulle fiancate, coda ridisegnata con gruppi ottici verticali. Le portiere, con maniglie incassate, e la parte centrale della carrozzeria erano le stesse della 124.

Collaudo di un prototipo "125" nel dicembre 1966

Per poterlo adattare meglio alle esigenze di una berlina, il 4 cilindri "Lampredi" subì un incremento di cilindrata da 1438 a 1608 cm³ grazie a un nuovo albero motore con corsa di 80 mm. Ciò lasciò invariata la
potenza massima di 90 CV DIN, ottenuti però a 5600 giri/min anziché a 6500: ne migliorò la distribuzione di coppia motrice e la fluidità d'erogazione.
Completavano il quadro tecnico i 4 freni a disco, con servofreno a depressione, e il cambio a 4 marce tutte sincronizzate: quest'ultimo era equipaggiato con sincronizzatori tipo Porsche, che diedero ottimi risultati riguardo alla manovrabilità. I rapporti delle varie marce furono studiati pensando a utilizzi intensivi della neonata berlina anche in autostrada: per esempio, la velocità raggiungibile in III era di 125 km/h contro i 100 della "1500 C" (75 CV DIN) e i 105 della "2300 Lusso" (105 CV DIN).
La vettura, utilizzando componenti già esistenti, venne sviluppata rapidamente e i primi prototipi iniziarono già a circolare nell'inverno del 1966.
Lo schema delle sospensioni ricalcò quello della progenitrice, con carreggiate leggermente più larghe. Interessante un particolare della sospensione posteriore, derivato dalla sportiva Dino e utilizzato in seguito anche per i modelli 131, 132 e Argenta. Il ponte rigido rimase sostanzialmente quello della "1500 C" ma privato della barra antirollio presente nella progenitrice, sostituita da una coppia di biellette longitudinali che collegavano il ponte al pianale, utilizzate per migliorare la precisione di guida. La Casa rimarcava curiosamente questo dettaglio nelle brochure della vettura nelle sue varie versioni, parlando di un cosiddetto "schema a quadrilatero".

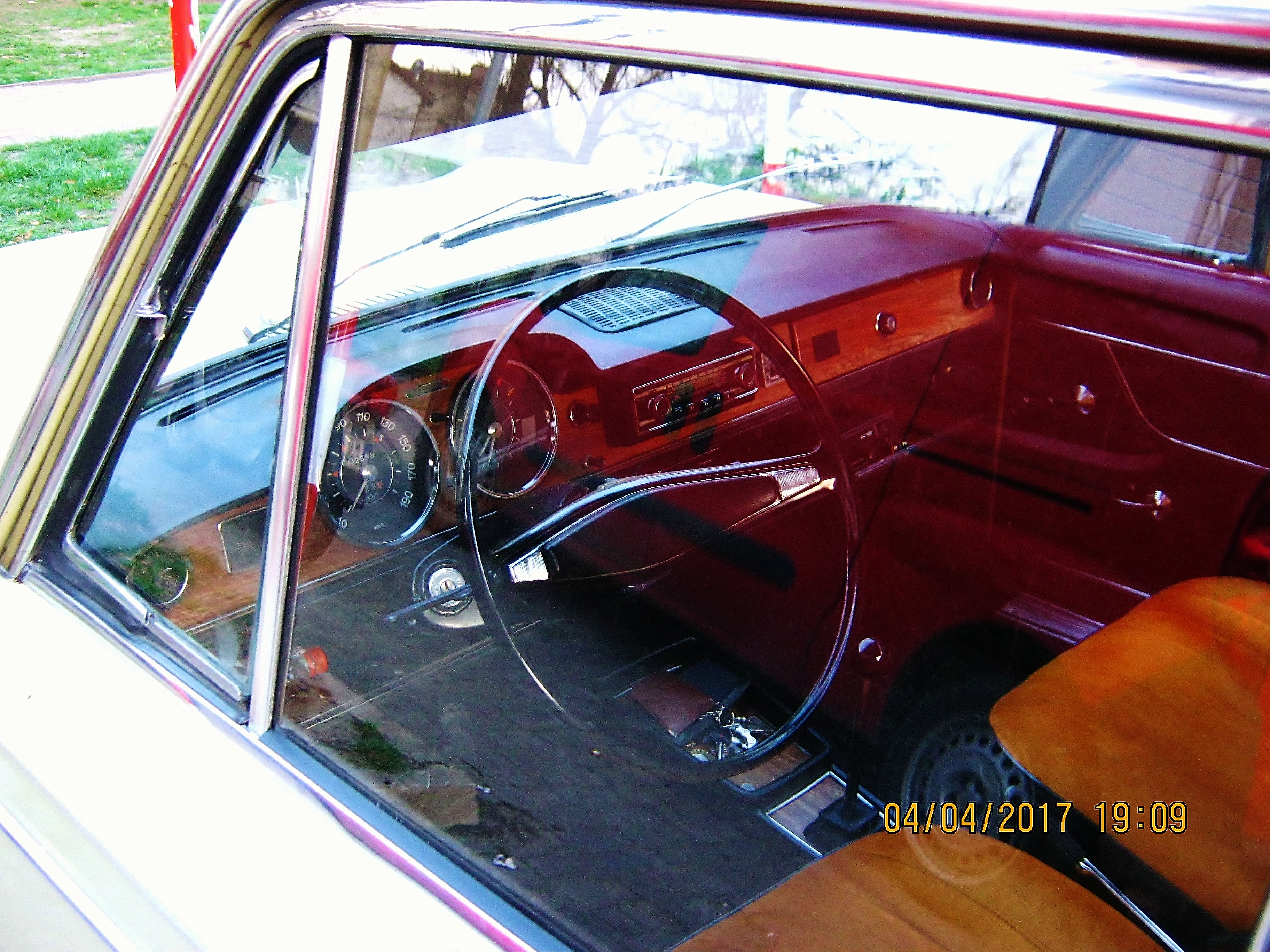
Gli interni

La 125 venne presentata ufficialmente il 22 aprile del 1967, con tre mesi di anticipo sul tempo ipotizzato.
La nuova berlina Fiat venne accolta positivamente da pubblico e critica: gli interni,
nuovi, spaziosi e allestiti con materiali di ottima qualità (solo il finto legno della plancia e l'effetto metallizzato dello skay dei sedili lasciarono qualche perplessità), e la carrozzeria (cui sapienti ritocchi avevano dato maggior "importanza") piacquero al pubblico. Inoltre era tra le poche auto della sua categoria con l'abitacolo senza parti di lamiera in vista. Da segnalare, dopo molti anni di "assenza", il ritorno della leva del cambio a cloche e della strumentazione con elementi circolari. Anche la brillantezza delle prestazioni (0-100 Km/h in 12,8 secondi) e la robustezza generale del modello vennero apprezzate dai clienti, che lamentarono, però, l'assenza della 5ª marcia: la "rivale" Giulia Super l'aveva.
La Fiat "125" fu una delle primissime automobili a montare di serie il tergicristallo con comando a intermittenza. Da fine '67, solo a richiesta, era disponibile il contagiri elettronico.
Altri accessori disponibili su richiesta per la nuova berlina torinese sono l'antifurto "bloccasterzo", gli pneumatici a fianco bianco, l'autoradio, la trasmissione semiautomatica "Idroconvert" (funzionante in modo analogo a quella già offerta sulla "850").

## La "125 S" (1968-70)
Al Salone di Torino del '68 venne presentata la "125 S", che si distingueva dalla versione normale per le cornici cromate sui passaruota, per gli interni più ricchi (sedili con fascia centrale in tessuto, nuova consolle centrale con porta oggetti, plancia priva del finto legno, nuovo impianto di riscaldamento e nuovo rivestimento del pavimento con migliore insonorizzazione, luce nel vano motore e nel bagagliaio) e, soprattutto, per il potenziamento del motore da 90 a 100  CV DIN a 6200 giri/min, mantenendo invariata la cilindrata e l'adozione della 5ª marcia, non di velocità ma di riposo, allo scopo di raggiungere la velocità massima di 170 km/h a circa 5.500 giri/min, contro i 160 (a circa 6.300 giri/min) della versione normale. Effettivamente la punta massima veniva raggiunta più facilmente in 4º in alcune condizioni di marcia: alcune riviste specializzate dell'epoca raggiunsero comunque i 170 km/h in 5º marcia (le prove su strada venivano effettuate in condizioni di marcia più favorevoli e con vettura perfettamente "a punto"). Le vendite del nuovo modello sopravanzarono quelle della versione base che, nel 1969 uscì di produzione pur rimanendo per due anni ancora in listino. Prezzo al momento del lancio 1.390.000 Lire contro 1.300.000 della versione normale.
Altri aggiornamenti della "125 S" riguardavano l'adozione del doppio circuito frenante (un circuito per l'avantreno e uno per il retrotreno) e del correttore meccanico di assetto in frenata (la potenza frenante al retrotreno veniva dosata per evitare il bloccaggio delle ruote dovuto all'alleggerimento della sospensione posteriore in frenata), oltre a una diversa taratura dello sforzo al pedale del servofreno, risultato troppo leggero sulla precedente versione. Completavano il tutto una nuova scatola dello sterzo, derivata da quella della Fiat "Dino Coupé", nuovi fari allo iodio e l'adozione di serie di pneumatici a carcassa radiale. Inoltre la leva del cambio venne arretrata e accorciata, per un'impostazione più sportiva del posto guida. Anche lo specchietto retrovisore interno venne modificato, con un nuovo attacco sganciabile in caso di impatto.
Vennero introdotti accessori optional di pregio, come ad esempio: aria condizionata, cerchi in lega leggera, lunotto termico, cristalli atermici. Nuove luci di cortesia e attacchi per il montaggio di un altoparlante ai posti posteriori. Diversi particolari in plastica dell'abitacolo, come ad esempio le guarnizioni dei montanti e dei sedili anteriori, beneficiano di un miglioramento della finitura. Anche gli ultimi esemplari prodotti della "125" base furono equipaggiati con doppio circuito frenante.
Il bagagliaio subisce una leggera riduzione della capacità, da 400 a 380 dm³, dovuta all'adozione del nuovo serbatoio da 50 litri anziché 45.

## La "125 Special" seconda serie (1970-72)

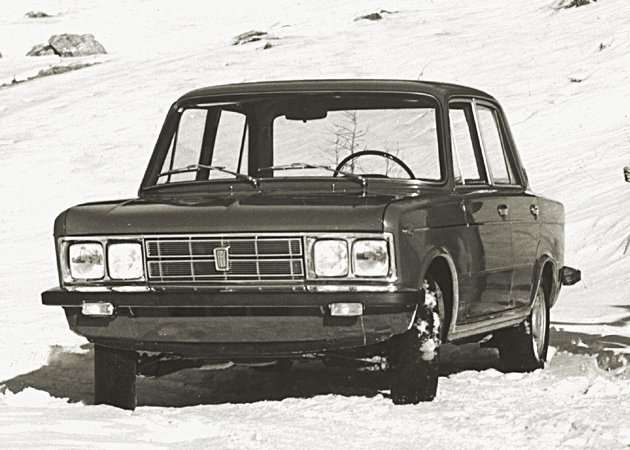
Fiat 125 Special

Nel 1970 un maquillage interessò il frontale (nuova mascherina e indicatori di direzione inclusi nel paraurti), la coda (nuovi gruppi ottici più ampi, a sviluppo orizzontale), gli interni (sedili in tessuto e finta pelle, plancia rivestita in vero legno, disponibilità di accessori ampliata) e altri particolari esterni come i nuovi copricerchi e i paraurti con inserto in gomma che gli valsero il soprannome di "125 gommone". Vennero resi disponibili altri accessori a richiesta di pregio, come il cambio automatico (costruzione General Motors, 3 rapporti) e l'accensione elettronica.
Particolare non trascurabile per l'epoca: la "125 Special" dal 1970 adottò uno sterzo con piantone snodato e diviso in tre parti, che in caso di incidente frontale evitava pericolosi arretramenti del volante contro il pilota.
L'uscita di scena del modello (1972) suscitò molti rimpianti nel pubblico che, negli anni, ne aveva apprezzato le doti di robustezza, affidabilità, qualità e prestazioni brillanti.

## Dati tecnici
| Caratteristiche tecniche - Fiat 125 Special del 1970                        | Caratteristiche tecniche - Fiat 125 Special del 1970 | Caratteristiche tecniche - Fiat 125 Special del 1970 | Caratteristiche tecniche - Fiat 125 Special del 1970 | Caratteristiche tecniche - Fiat 125 Special del 1970 | Caratteristiche tecniche - Fiat 125 Special del 1970 |
| --------------------------------------------------------------------------- | --- | --- | --- | --- | --- |
|                                                                             | | | | | |
| Configurazione                                                              | | | | | |
| Carrozzeria: Berlina                                                        | Carrozzeria: Berlina | Posizione motore: anteriore longitudinale | Posizione motore: anteriore longitudinale | Trazione: posteriore | Trazione: posteriore |
| Dimensioni e pesi                                                           | | | | | |
| Ingombri (lungh.×largh.×alt. in mm): 4233 × 1622 × 1420                     | Ingombri (lungh.×largh.×alt. in mm): 4233 × 1622 × 1420 | Ingombri (lungh.×largh.×alt. in mm): 4233 × 1622 × 1420 | Ingombri (lungh.×largh.×alt. in mm): 4233 × 1622 × 1420 | Diametro minimo sterzata: 10,8 m | Diametro minimo sterzata: 10,8 m |
| Interasse: 2505 mm                                                          | Interasse: 2505 mm | Carreggiate: anteriore 1313 - posteriore 1291 mm | Carreggiate: anteriore 1313 - posteriore 1291 mm | Altezza minima da terra: 170 mm | Altezza minima da terra: 170 mm |
| Posti totali: 5                                                             | Posti totali: 5 | Bagagliaio: 380 dm³ | Bagagliaio: 380 dm³ | Serbatoio: 50 litri | Serbatoio: 50 litri |
| Masse                                                                       | a vuoto: 1.055 kg / in ordine di marcia: 1.455 kg / rimorchiabile: 810 kg | a vuoto: 1.055 kg / in ordine di marcia: 1.455 kg / rimorchiabile: 810 kg | a vuoto: 1.055 kg / in ordine di marcia: 1.455 kg / rimorchiabile: 810 kg | a vuoto: 1.055 kg / in ordine di marcia: 1.455 kg / rimorchiabile: 810 kg | a vuoto: 1.055 kg / in ordine di marcia: 1.455 kg / rimorchiabile: 810 kg |
| Meccanica                                                                   | | | | | |
| Tipo motore: 4 cilindri in linea                                            | Tipo motore: 4 cilindri in linea | Tipo motore: 4 cilindri in linea | Cilindrata: alesaggio x corsa = 80 x 80 mm; totale 1.608 cm³ | Cilindrata: alesaggio x corsa = 80 x 80 mm; totale 1.608 cm³ | Cilindrata: alesaggio x corsa = 80 x 80 mm; totale 1.608 cm³ |
| Distribuzione: doppio albero a camme con comando a cinghia dentata di gomma | Distribuzione: doppio albero a camme con comando a cinghia dentata di gomma | Distribuzione: doppio albero a camme con comando a cinghia dentata di gomma | Alimentazione: un carburatore doppio corpo verticale Weber 34 DCHE o Solex C34 PAIA3 | Alimentazione: un carburatore doppio corpo verticale Weber 34 DCHE o Solex C34 PAIA3 | Alimentazione: un carburatore doppio corpo verticale Weber 34 DCHE o Solex C34 PAIA3 |
| Prestazioni motore                                                          | Potenza: 101.2 CV DIN a 6.200 giri/min / Coppia: 13,3 mkg DIN a 4.000 giri/min | Potenza: 101.2 CV DIN a 6.200 giri/min / Coppia: 13,3 mkg DIN a 4.000 giri/min | Potenza: 101.2 CV DIN a 6.200 giri/min / Coppia: 13,3 mkg DIN a 4.000 giri/min | Potenza: 101.2 CV DIN a 6.200 giri/min / Coppia: 13,3 mkg DIN a 4.000 giri/min | Potenza: 101.2 CV DIN a 6.200 giri/min / Coppia: 13,3 mkg DIN a 4.000 giri/min |
| Accensione: a bobina e spinterogeno, elettronica a richiesta                | Accensione: a bobina e spinterogeno, elettronica a richiesta | Accensione: a bobina e spinterogeno, elettronica a richiesta | Impianto elettrico: | Impianto elettrico: | Impianto elettrico: |
| Frizione: monodisco a secco, comando meccanico                              | Frizione: monodisco a secco, comando meccanico | Frizione: monodisco a secco, comando meccanico | Cambio: a 5 rapporti tutti sincronizzati + RM | Cambio: a 5 rapporti tutti sincronizzati + RM | Cambio: a 5 rapporti tutti sincronizzati + RM |
| Telaio                                                                      | | | | | |
| Corpo vettura                                                               | scocca metallica autoportante | scocca metallica autoportante | scocca metallica autoportante | scocca metallica autoportante | scocca metallica autoportante |
| Sterzo                                                                      | a vite e rullo con ammortizzatore | a vite e rullo con ammortizzatore | a vite e rullo con ammortizzatore | a vite e rullo con ammortizzatore | a vite e rullo con ammortizzatore |
| Sospensioni                                                                 | anteriori: a ruote indipendenti con quadrilateri deformabili, trapezi, molle elicoidali, barra stabilizzatrice e ammortizzatori idraulici telescopici / posteriori: ad assale rigido, balestre longitudinali semiellittiche e biellette longitudinali, ammortizzatori idraulici telescopici | anteriori: a ruote indipendenti con quadrilateri deformabili, trapezi, molle elicoidali, barra stabilizzatrice e ammortizzatori idraulici telescopici / posteriori: ad assale rigido, balestre longitudinali semiellittiche e biellette longitudinali, ammortizzatori idraulici telescopici | anteriori: a ruote indipendenti con quadrilateri deformabili, trapezi, molle elicoidali, barra stabilizzatrice e ammortizzatori idraulici telescopici / posteriori: ad assale rigido, balestre longitudinali semiellittiche e biellette longitudinali, ammortizzatori idraulici telescopici | anteriori: a ruote indipendenti con quadrilateri deformabili, trapezi, molle elicoidali, barra stabilizzatrice e ammortizzatori idraulici telescopici / posteriori: ad assale rigido, balestre longitudinali semiellittiche e biellette longitudinali, ammortizzatori idraulici telescopici | anteriori: a ruote indipendenti con quadrilateri deformabili, trapezi, molle elicoidali, barra stabilizzatrice e ammortizzatori idraulici telescopici / posteriori: ad assale rigido, balestre longitudinali semiellittiche e biellette longitudinali, ammortizzatori idraulici telescopici |
| Freni                                                                       | anteriori: a disco / posteriori: a disco | anteriori: a disco / posteriori: a disco | anteriori: a disco / posteriori: a disco | anteriori: a disco / posteriori: a disco | anteriori: a disco / posteriori: a disco |
| Pneumatici                                                                  | 170 SR 13 oppure 175 SR 13, entrambi radiali | 170 SR 13 oppure 175 SR 13, entrambi radiali | 170 SR 13 oppure 175 SR 13, entrambi radiali | 170 SR 13 oppure 175 SR 13, entrambi radiali | 170 SR 13 oppure 175 SR 13, entrambi radiali |
| Prestazioni dichiarate                                                      | | | | | |
| Velocità: in 5ª marcia: 170 km/h                                            | Velocità: in 5ª marcia: 170 km/h | Velocità: in 5ª marcia: 170 km/h | Accelerazione: sul km da fermo con uso del cambio: 33,290 | Accelerazione: sul km da fermo con uso del cambio: 33,290 | Accelerazione: sul km da fermo con uso del cambio: 33,290 |
| Consumi                                                                     | medio 9,7 l/100km | medio 9,7 l/100km | medio 9,7 l/100km | medio 9,7 l/100km | medio 9,7 l/100km |

## Le Fiat 125 fabbricate all'estero
Oltre ai 603.877 esemplari prodotti in Italia dalla FIAT, la "125" ebbe un lunghissimo seguito produttivo in vari continenti, costruita da aziende consociate FIAT o su licenza:

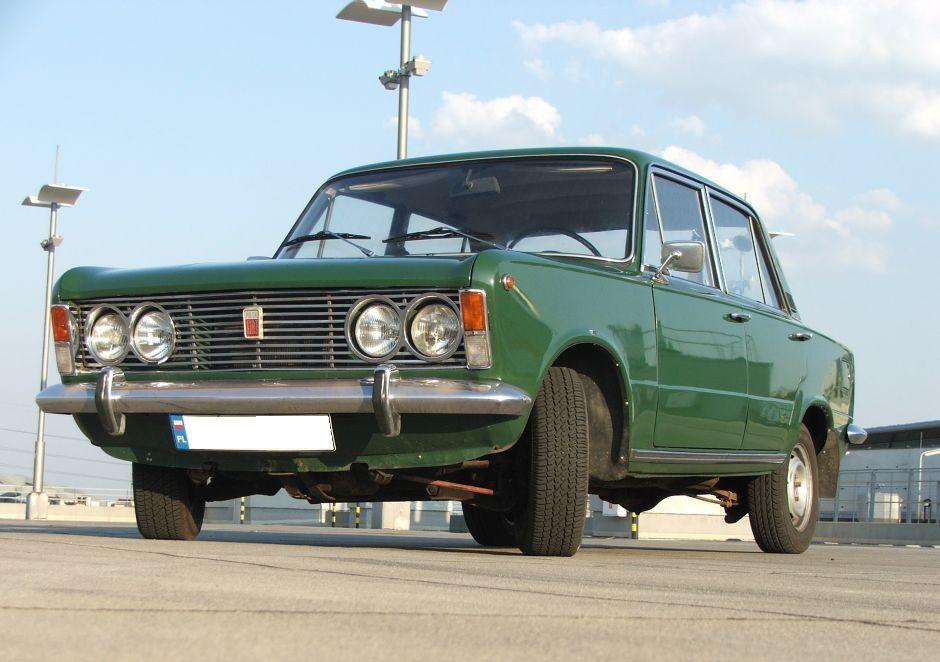
Polonia: la Polski Fiat FSO che la produsse dal 1968 fino al 1991 come Polski Fiat 125p, in 1 445 699 esemplari, sia in versione berlina che in quella familiare. La carrozzeria è semplificata rispetto al modello italiano: i quattro fari anteriori sono tondi, vi sono meno finiture cromate e le maniglie delle portiere inizialmente sono quelle a pulsante della "124" anziché incassate. Curiosamente, la carrozzeria della vettura ricalca fedelmente l'aspetto del prototipo della versione italiana, come si può evincere dalle rare immagini di quest'ultimo. La meccanica è quella della vecchia Fiat "1500 C", inclusi la leva cambio al volante e il ponte rigido posteriore senza biellette, ma con i freni a disco sulle quattro ruote. Anche le motorizzazioni principali furono derivate dalle vecchie Fiat "1300/1500", con propulsori ancora con l'albero motore montato su soli 3 supporti di banco: "125p 1300", 1295 cm³ e 60 CV DIN; "125p 1500", 1481 cm³ e 75 oppure 78 CV DIN. Successivamente, per alcune versioni speciali furono montati motori bialbero sempre Fiat ("125p Montecarlo 1600", 1592 cm³ e 98 CV DIN; "125p Acropolis 1800", 1756 cm³ e 105 CV DIN; "125p GTJ 2000", 1995 cm³ e 112 CV DIN). Venne pure prodotta, in piccolissima serie, una versione diesel equipaggiata con il motore di 1588 cm³ da 54 CV DIN della Volkswagen "Golf". La vettura servì come base meccanica anche per la FSO Polonez in produzione dal 1978 al 2002.  - Polski Fiat 125p
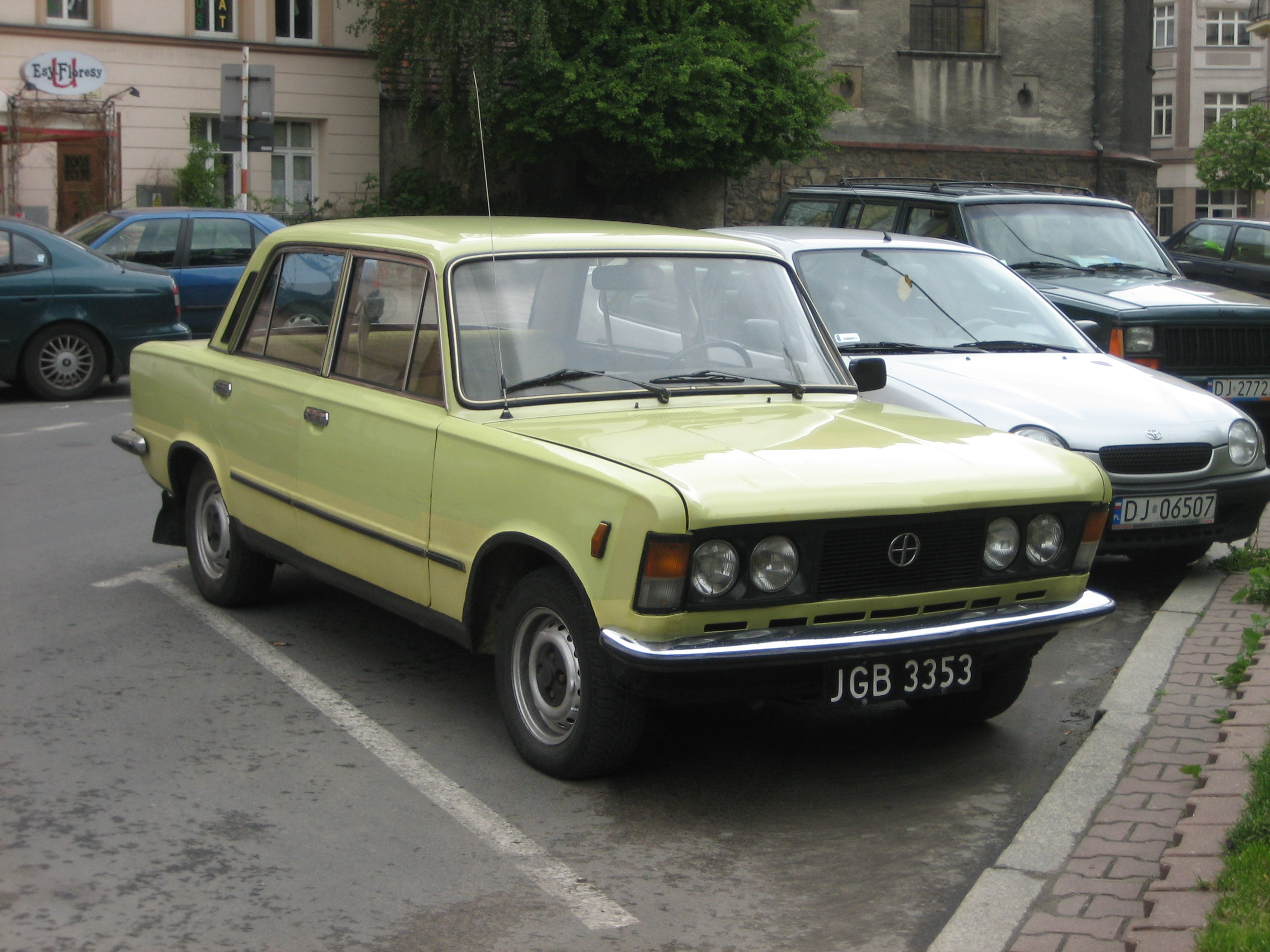
FSO 125p
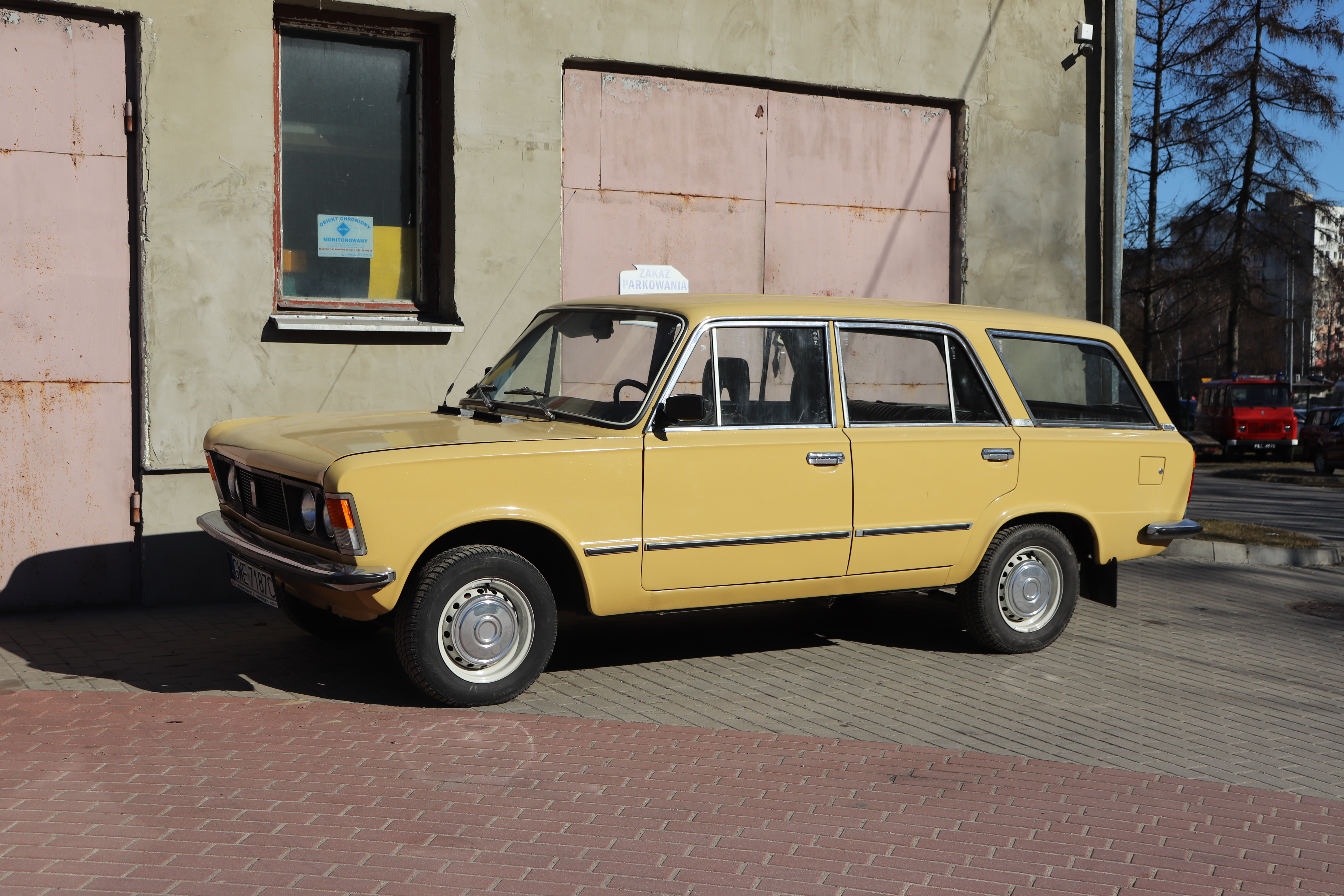
Polski Fiat 125p Kombi
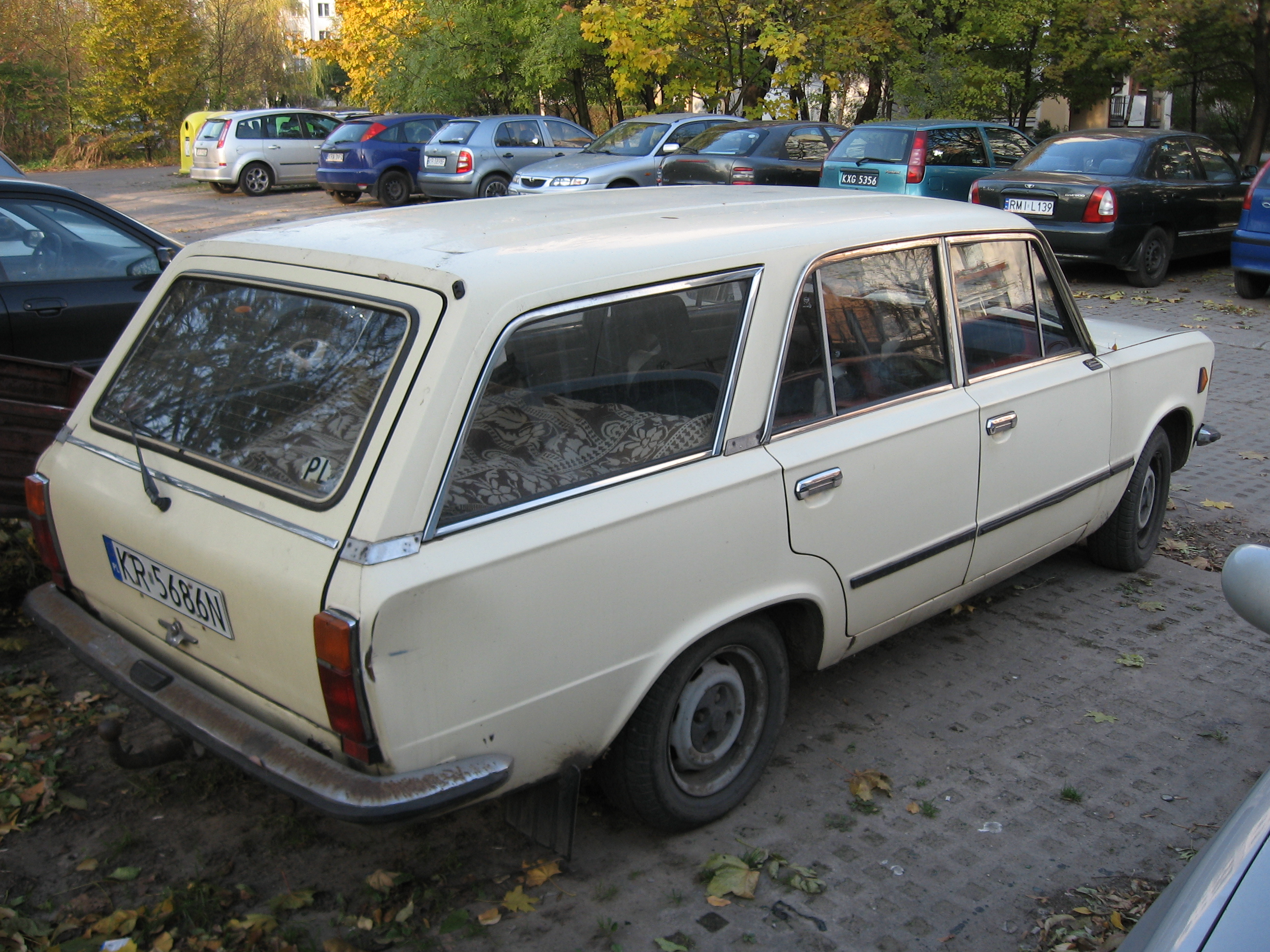
FSO 125p Kombi
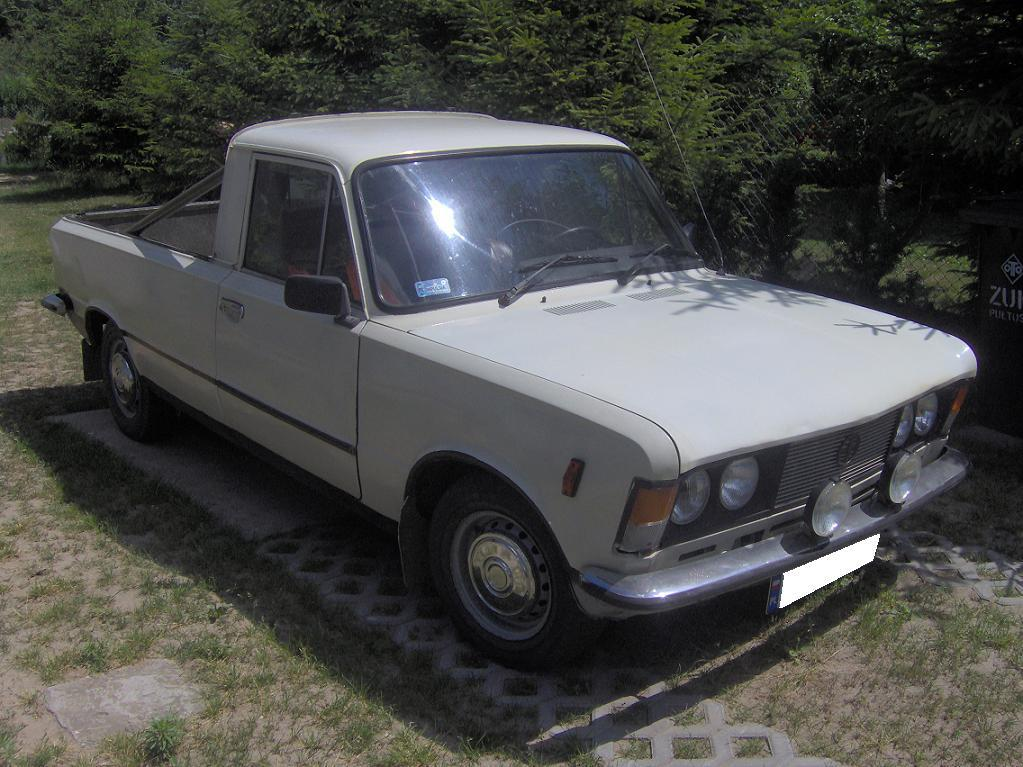
FSO 125p Pick-up
  - FSO 125p
  - Polski Fiat 125p Kombi
  - FSO 125p Kombi
  - FSO 125p Pick-up

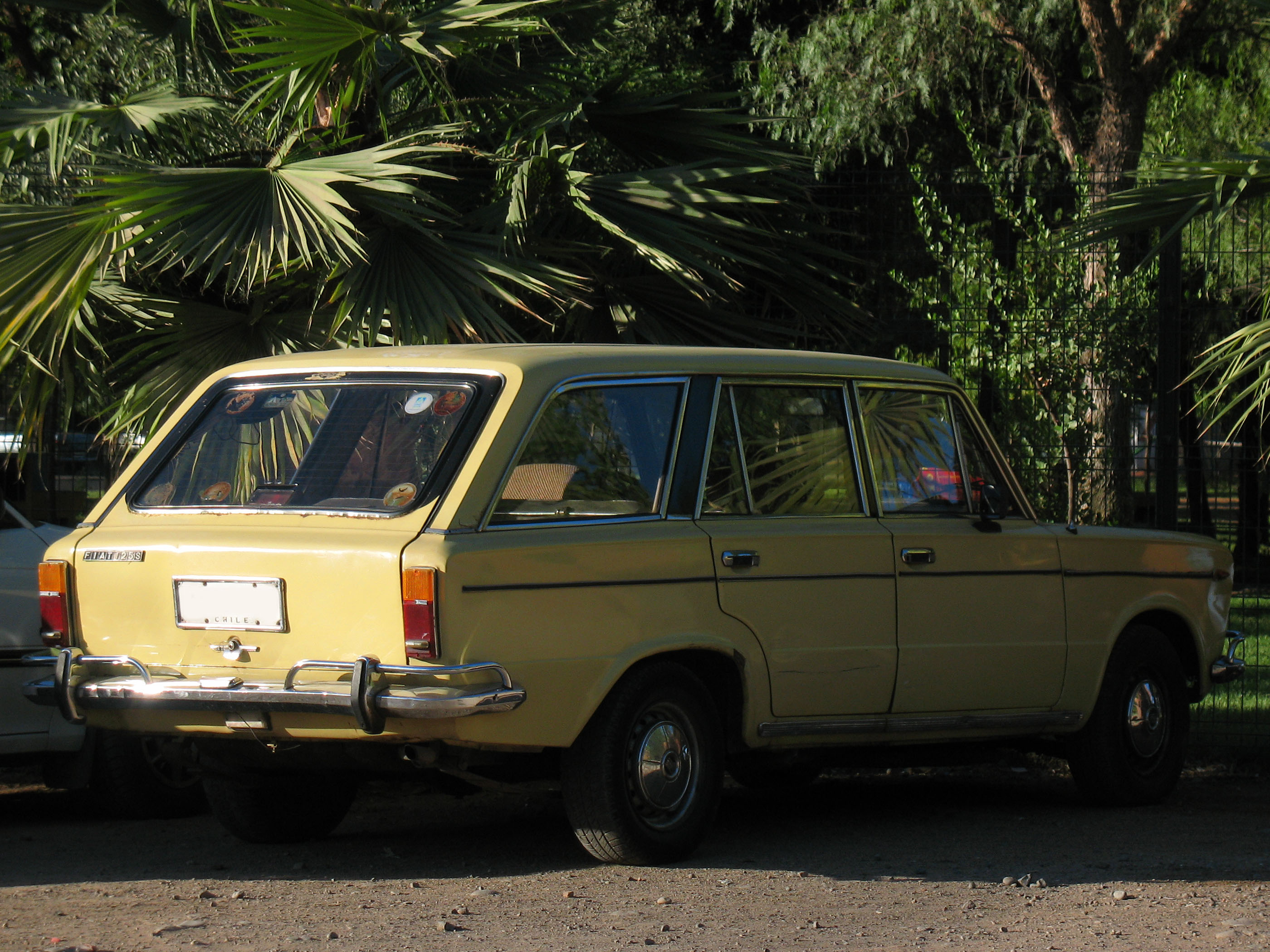
Argentina: la "125" venne costruita dal 1972 al 1982 dalla locale Fiat Concord sulla base della "125 Special" appena uscita di produzione in Italia. Uniche modifiche di rilievo il serbatoio spostato sul fondo del bagagliaio, come la "1500 C", e il cambio a sole quattro velocità. Oltre alla berlina, era disponibile nelle versioni giardinetta denominata "Familiar" e coupé denominata "Sport". Dal medesimo modello fu derivato anche un pick-up, il "1600 multicarga", poi ribattezzato "125 Multicarga" dal 1974, distinguibile per il frontale con due soli fari. Ne furono fabbricate 188 971 esemplari. Dal 1978 venne commercializzata una versione ristilizzata ribattezzata "125 Mirafiori" che riprendeva alcuni aspetti stilistici della "131": fu tra l'altro l'unica serie delle "125" argentine col cambio a 5 rapporti. Il motore di 1608 cm³ era disponibile, secondo le versioni, con potenze di 100 e 110 CV DIN (versione "125 Potenciado"). Da citare il curioso modello precedente, costruito sempre dalla Fiat-Concord, la "1600". In pratica era una "125" normale, con la scocca del modello base ormai non più prodotto in Italia, il frontale della "125p" polacca e la meccanica elaborata in loco della "1500 C", con leva cambio sul pavimento anziché al volante. Cilindrata maggiorata da 1481 a 1625 cm³ e potenze da 88 a 92  CV DIN.  - Fiat 125 Familiar - Fiat 125 Multicarga
  - Fiat 125 Sport
  - Fiat 125 Mirafiori
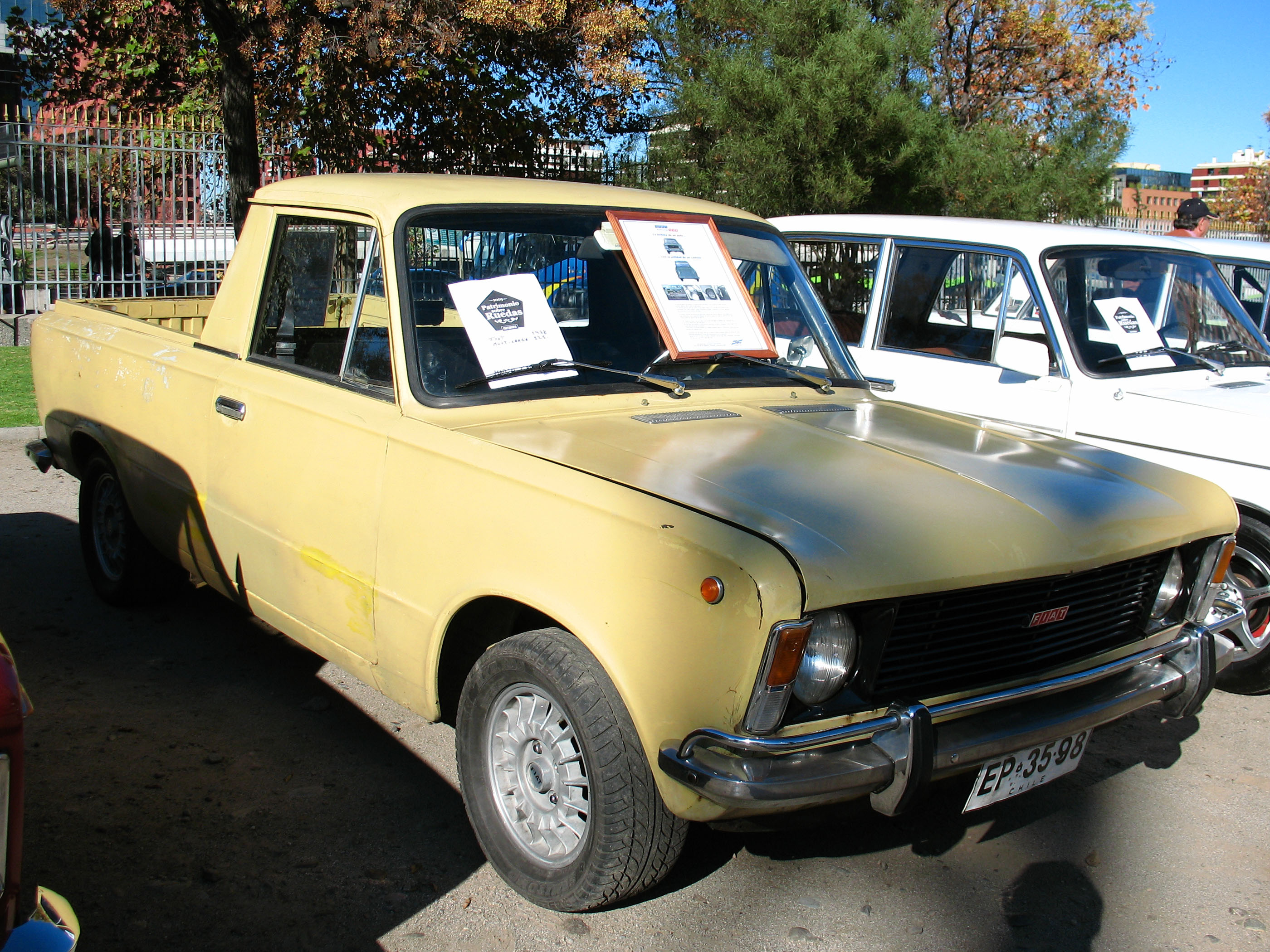
Jugoslavia: la Zastava produsse dal 1969 al 1982 la Zastava 125 PZ identica al modello polacco "125p", con motori di 1295 oppure 1481 cm³ e carrozzerie berlina e familiare. Curiosamente la casa costruttrice jugoslava (poi serba) dava la possibilità di distribuire anche il modello italiano Fiat "125 berlina" di 1608 cm³, come si evince anche da pubblicità locali di fine anni '60.
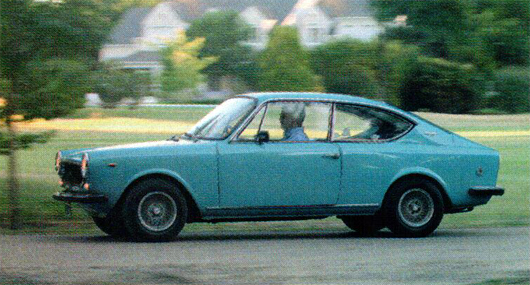
Colombia: vennero fabbricate pochi esemplari della 125 italiana che fu rapidamente sostituita dalla 125p polacca meglio adatta al mercato locale.
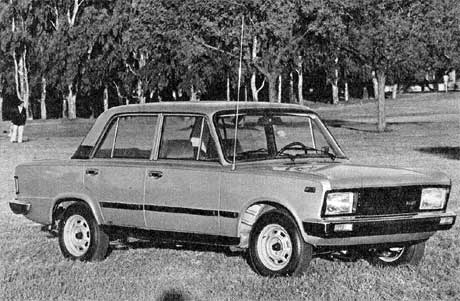
Cile: venne fabbricata una vettura praticamente uguale alla Fiat "125 Special" restyling del 1970.

Interessante il fatto che la station wagon argentina e quella polacca siano differenti tra loro nel taglio delle portiere posteriori e nella coda, pur derivando dalle rispettive berline che invece condividono il pianale e il giro-porte.
Degne di nota, benché prodotte in pochi esemplari, le seguenti versioni preparate:

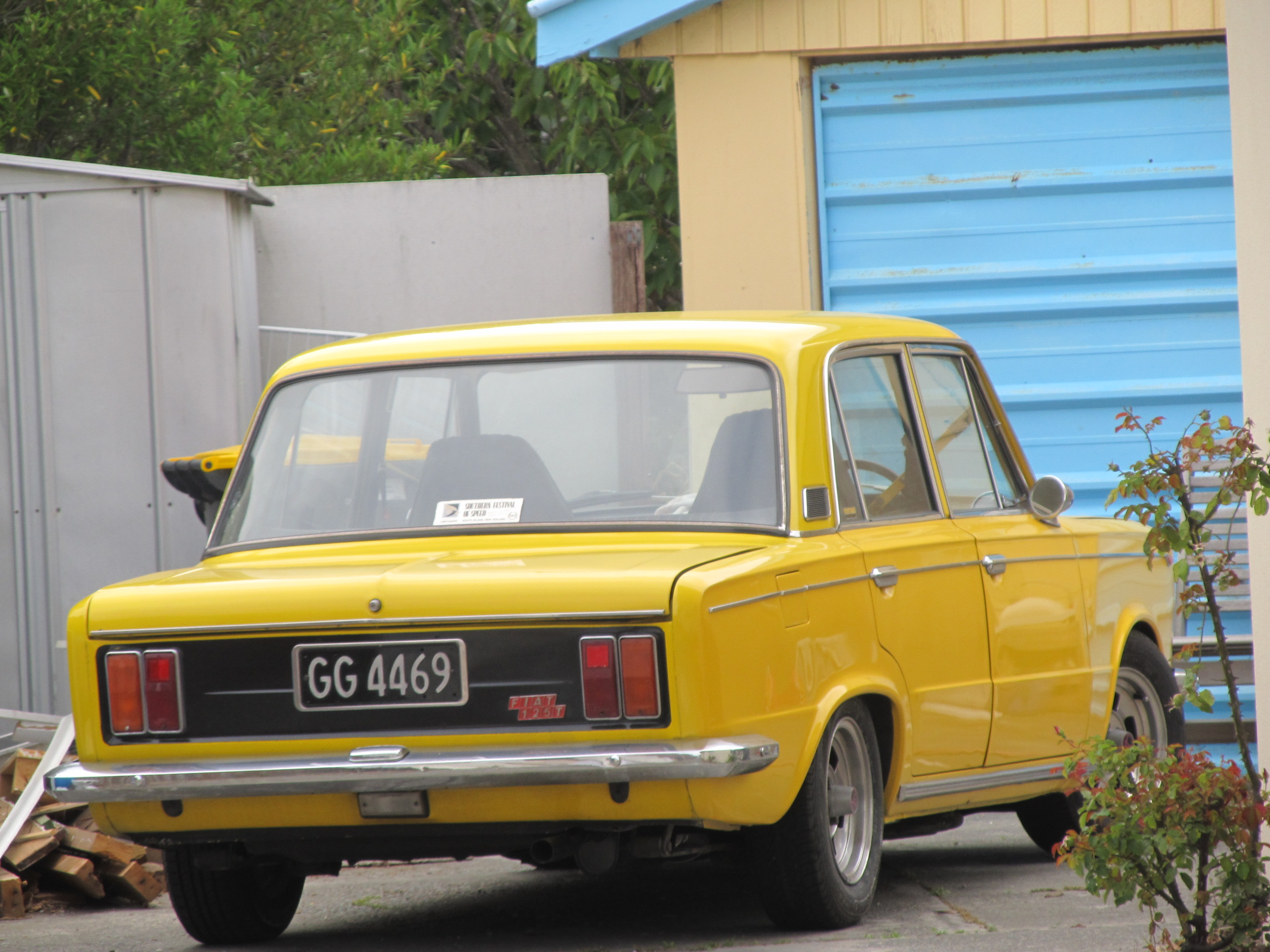
Fiat 125 T neozelandese

- Sudafrica: venne allestita dal preparatore locale Alconi Scorpion di Pretoria la Fiat "125 OTS Scorpion" (nessun legame ufficiale con la Abarth), sulla scocca della berlina italiana modello base. Montava il 1608 cm³ con potenza elevata a 125  CV DIN (a 6300 giri/min) grazie a nuovi alberi a camme, alimentazione con due carburatori doppio corpo Weber 40 DCOE e nuovi collettori di aspirazione e scarico. Velocità massima dichiarata di 172 km/h e accelerazione da fermo sui 400 m in 16"1. Cambio a sole 4 marce. Venne anche abbassato il piantone dello sterzo per un posto guida più sportivo. La ditta dava la possibilità di disporre di ulteriori modifiche per raggiungere potenze fino a 190  CV DIN per l'utilizzo in pista.
- Nuova Zelanda: venne allestita dall'importatore della casa torinese Torino Motors la "Fiat 125 T", identica esteriormente alla "125" base italiana, in meno di un centinaio di esemplari. Motore di 1608 cm³ portato a 128  CV DIN grazie a valvole maggiorate, nuovi alberi a camme, aumento del rapporto di compressione e alimentazione con due carburatori doppio corpo (disponibili anche i Dell'Orto 40 DHLA per uso in circuito). Prodotta con assetto ribassato e irrigidito, serbatoio carburante maggiorato e con impianto di scarico più libero, venne impiegata principalmente per partecipare alle più importanti competizioni neozelandesi in pista per automobili derivate di serie. Anche in questo caso, cambio a 4 marce. Le prestazioni dichiarate erano velocità massima di 179 km/h e accelerazione da fermo sui 400 m in 16"3.

Occorre precisare che la Fiat "125" non è mai stata prodotta né in Russia né in Spagna. Sussiste ancora un equivoco riguardo a questo fatto: in Russia è stata prodotta la Vaz "Lada" in varie versioni, tutte derivate dalla Fiat 124, con motori monoalbero a camme in testa da 1300 a 1600 cm³. La versione di punta è la "Lada 2107". Questo modello non è una "125": col modello italiano condivide come tutte le "124" solo alcune parti di carrozzeria come tetto, portiere e giro-porte.
In Spagna venne prodotta negli anni settanta la SEAT 1430 seconda serie: il frontale era equipaggiato con gli stessi fari quadrati alogeni delle "125 Special", come alcune parti della carrozzeria e i fanali posteriori. Anch'essa però non era una derivata della "125" bensì della "124". Unica vera similitudine meccanica era il motore bialbero Fiat di 1592 cm³, evoluzione del precedente 1608 cm³, poi affiancato dal 1756 da 118  CV, di origine Fiat 132.
Entrambe queste vetture, la "2107" russa e la "1430" spagnola, hanno il pianale della "124" e non della "125", diversi tra loro. Differenti rispetto alla stessa "125" erano anche sospensioni, sterzo e freni.

## La Fiat 125 e le corse
La FIAT 125 fu la prima vettura impiegata dalla casa torinese per cimentarsi nei rally. Nel 1968 la versione base venne utilizzata da diversi team privati; a partire dal 1969, la "125 S" fu utilizzata dalla neonata FIAT Squadra Corse, struttura nata inizialmente per coaudivare le squadre private e successivamente diventata un vero e proprio team ufficiale.
Le "125 S" e "125 Special" preparate per la classe Gruppo 2 giunsero a erogare 145 CV a 6800 giri/min e, oltre a irrobustimenti della scocca e della meccanica, impiegavano il differenziale autobloccante.
A partire dal 1973 la "125 Special" Gr.2 venne sostituita per un breve periodo dalla "124 Special T 1600": a breve, gli impegni della FIAT Squadra Corse si concentreranno sul Campionato mondiale Marche rally e sulla "124 Spyder Abarth" Gr.4. Nonostante ciò, la "125 Special" calcherà ancora le scene dei rally italiani ed europei con i team privati, fino a circa il 1977, anno di scadenza dell'omologazione per le corse del modello italiano.
Notevole l'8º posto assoluto conquistato al Safari Rallye del 1973 dall'equipaggio Robin Ulyate - Ivan Smith a bordo di una "125 Special" II serie Gr.2 preparata appositamente per la competizione.
La FIAT 125 costruita in Italia ha vissuto anche esperienze in pista, come la Marathon de la Route del 1969, vinta dalla Lancia Fulvia 1600 HF, dove una "125 S" strettamente di serie, schierata dalla "Scuderia Pinerolo" conquistò un incoraggiante 9º posto, davanti a vetture di ben maggior cilindrata, con l'equipaggio formato da Pino Ceccato, Cristiano Rattazzi e Luca Cordero di Montezemolo.
Un'evoluzione del propulsore della 125, già montato sulla FIAT 124 Sport 1600 e denominato "125 BC.000", nel 1971 equipaggia la monoposto Abarth SE 025, vettura del nuovo campionato monomarca Formula Italia.
Un breve cenno alle attività sportive dei modelli fabbricati all'estero. La Polski-FIAT "125p" corse nei rally europei per tutti gli anni '70, con versioni "1.5", "Acropolis" e "Montecarlo". Nello stesso periodo anche l'argentina FIAT-Concord "125" corse numerosi rally in Sudamerica. Invece la neozelandese FIAT "125 T" fece soprattutto esperienze in circuito.

## La FIAT 125 su strada (tratto da prova su strada "Quattroruote", n.137 e 138, maggio e giugno 1967)
“La FIAT 125 ha un comportamento su strada brillante, senza comunque mai mettere in difficoltà il guidatore. Diverse sue caratteristiche segnano uno stacco deciso con i precedenti modelli Fiat di classe media, a cominciare dalle prestazioni.
Di buon livello, anche se non eccezionale, la velocità massima di 160 km/h e buone sono anche l'accelerazione e la ripresa, grazie a un motore potente ed elastico. Unico rilevante neo, il consumo elevato di carburante. La tenuta di strada della 125 è altrettanto buona, sicura anche sul bagnato, con un comportamento neutro che tende al sovrasterzante solo se portata al limite. Il rollio è contenuto e ciò facilita la maneggevolezza, insieme allo sterzo pronto e preciso. Il cambio, a sole 4 velocità, è comunque ben sincronizzato e gli innesti delle marce sono dolci, senza "gommosità". Giudicate interessanti le velocità raggiungibili nelle marce inferiori. La frizione è adeguata al resto della trasmissione e lo sforzo al pedale non è particolarmente elevato. I freni sono abbastanza potenti e resistenti; purtroppo lo sforzo al pedale è troppo leggero e ciò, unitamente alla presenza del servofreno, può innescare facilmente bloccaggi in frenata. Anche il comfort e l'abitabilità la rendono gradita al pubblico. Nonostante l'assenza di una 5º velocità il motore non ha una rumorosità invadente; lo sterzo, anche se un po' pesante in manovra, non trasmette vibrazioni al volante; il molleggio è accettabile, anche sui terreni sconnessi. Quattro persone possono viaggiare comode e in cinque si sta ancora discretamente: solo i passeggeri più alti hanno qualche problemino sul divanetto posteriore. In compenso, l'accessibilità è buona con porte apribili fino a quasi 90º.“
Velocità Massima: 160,835 km/h.
Accelerazione sul km da fermo con l'uso del cambio: 34"00. Accelerazione 0-100 km/h: 12"00.
Ripresa sul km da 30 km/h in IV marcia: 40"22.
Durante una prova su strada della "125" equipaggiata con impianto a gas, la vettura alimentata a benzina raggiunse la velocità di 163,363 km/h e percorse il km con partenza da fermo in 33"80.
Fiat girò un filmato per la presentazione ufficiale della "125" dove il pilota Lodovico Scarfiotti effettuava un collaudo e una prova su strada strumentale della vettura. In quel caso vennero dichiarati una velocità massima di 162 km/h e un'accelerazione sul km da fermo in 32"80.

## La FIAT 125 Special su strada (tratto da prova su strada "Quattroruote", n.157, gennaio 1969)
"L'impressione generale è quella di avere di fronte una vettura migliorata e maturata, ora davvero ai vertici della categoria, senza però essere tirata allo spasimo. Il motore da 100 CV ha un tono marcatamente sportivo ed è particolarmente brillante agli alti regimi, senza penalizzare troppo l'originaria elasticità. I 170 km/h, grazie al nuovo cambio a 5 velocità, possono essere mantenuti a lungo; il consumo è diminuito, soprattutto nella guida extraurbana. Molto buona l'accelerazione, grazie anche alle velocità ottenibili nei rapporti inferiori e buona pure la ripresa in 4ª marcia; la 5ª marcia fornisce uno spunto più lento ma sufficiente. In generale, le prestazioni della 125 Special sono al vertice, competitive con le concorrenti più agguerrite: il resto della meccanica si rivela adeguato e affinato rispetto alla prima versione. Lo sterzo rimane preciso e diretto, grazie alla nuova scatola derivata dalla "Dino": a causa degli pneumatici radiali è però più pesante in manovra. il cambio a 5 marce ha sempre una buona rapportatura, ha innesti molto buoni ed è silenzioso, però l'innesto della retromarcia è talvolta difficoltoso; frizione soddisfacente, anche a caldo nonostante l'occasionale tendenza a "strappare". L'impianto frenante modificato ha migliorato leggermente gli spazi di frenata e soprattutto il comportamento in generale, grazie a un servofreno dallo sforzo al pedale leggermente più pesante e al correttore di assetto al retrotreno. La tenuta di strada è sostanzialmente invariata e si dimostra all'altezza anche in autostrada, la maggiore potenza è comunque ben gestibile. Il comfort, grazie ai vari miglioramenti all'interno dell'auto, è migliorato e la 5ª marcia rende la 125 Special molto silenziosa. Apprezzabile inoltre, per la visibilità, il nuovo lunotto termico."
Non vi sono differenze su strada tra la "S" del 1968 e la successiva versione "Special" del 1970. All'epoca, la stampa specializzata non ha realizzato alcun articolo rilevante riguardo l'unica differenza possibile tra i due modelli: l'accensione elettronica a richiesta per la 2ª serie.
Velocità massima: 169,316 km/h in V marcia.
Accelerazione sul km da fermo con l'uso del cambio: 33"29.
Ripresa sul km da 30 km/h in IV marcia: 39"60 e in V marcia: 43"80. (Durante una prova su strada della "125 Special" 2ª serie con roulotte, effettuata sempre da "Quattroruote" nel 1971, il tempo registrato dalla vettura senza rimorchio in V marcia fu di 41"80)